# Molly Smitten-Downes
Molly Alice Smitten-Downes (n. 2 aprilie 1987, Anstey⁠(d), Charnwood, Anglia, Regatul Unit) cunoscută sub numele de Molly, este o muziciană engleză. Ea a fost selectată de BBC să reprezinte Regatul Unit la  Concursul Muzical Eurovision 2014 ce a avut loc în Copenhaga, Danemarca pe data de 10 mai 2014.

## Primii ani de viață
Născută în Anstey, Leicestershire, Molly a crescut în Rothley și a participat la Our Lady's Convent School în Loughborough . Ea a început să joace piese de teatru la vârsta de opt ani. A studiat muzica la Leicester College și la Academy of Contemporary Music în Guildford, Surrey.

## Cariera

### 2005 - 2010
Molly a fost un membru proiectul Stunt, descoperind succesul în 2008 cu colaborarea "Raindrops (Encore une fois)" cu Sash!, combinând piesele "Raindrops" (2006) și "Encore une fois" (1997). În 2009, Smitten-Downes a făcut echipă cu cântărețul, cantautorul și producătorul suedez Basshunter, pentru colaborarea "I Will Learn to Love Again", care este inclusă pe albumul Bass Generation.

### 2011-2013 Începerea carierei
Piesa EP Fly Away with Me a fost lansată pe 18 decembrie 2011. "Beneath The Lights", colaborarea cu producătorul suedez Anders Hansson, a fost realizată în aprilie 2013. "Never Forget", colaborarea sa cu producătorul Darren Styles a scris un record în 2012.

### 2014-prezent
Pe data de 3 martie 2014, Molly a fost aleasă de către BBC să reprezinte Regatul Unit la Eurovision Song Contest 2014 cu piesa "Children of the Universe" , pe care a scris-o singură. Această piesă a fost posibilă pentru descărcarea de pe iTunes de pe data de 15 aprilie.
La marea finală pe data de 10 may 2014 aceasta a obținut 40 de puncte, acestea clasând-o pe locul 16 din 26 participanți.

## Premii
Molly a câștigat în 2012 the Best Urban/Pop Act la Live and Unsigned  și în 2013 a câștigat Best Song at the Best of British Unsigned Music Awards. 